# 石田町
石田町（いしだちょう）は、かつて長崎県の壱岐島南東部にあった町である。壱岐郡に属した。2004年3月1日に郷ノ浦町、勝本町、芦辺町と合併し市制施行、壱岐市となり自治体としては消滅した。

## 地理
壱岐島の南東部に位置する。
- 山：権現山、辻山
- 島嶼：妻ヶ島、乙島、伊佐島、小島
- 港湾：印通寺港

## 歴史
平安時代中期に編纂された『和名類聚抄』によれば、壱岐島石田郡五郷の1つとして石田町東部の一帯を「石田郷」と称したとされる。1889年に石田村、池田村および筒城（つつき）村が合併し地方公共団体として発足した際に採用された「石田」の名称は、上記の郷名より名付けられた。石田の地名由来については、田の中に石田石という石があったためと伝わる。奈良時代から平安時代初期にかけては「伊波多」「石田野」「伊之太」とも表記された。
- 1889年（明治22年）4月1日 - 町村制施行により、石田村・池田村・筒城村が合併し石田郡石田村が成立する。
- 1896年（明治29年）4月1日 - 郡制施行により、壱岐郡と石田郡が合併し改めて壱岐郡が発足[5]。同日より石田村は壱岐郡の管轄となる。
- 1958年（昭和33年）4月1日 - 郷ノ浦町のうち久喜触を編入[6]。
- 1961年（昭和36年） - 芦辺町のうち湯岳射手吉触の全域、及び湯岳興触の一部を編入[7]。
- 1966年（昭和41年）7月10日 - 筒城東触の東岸に建設された壱岐空港の供用開始。
- 1970年（昭和45年）8月1日 - 町制施行し石田町となる。
- 2004年（平成16年）3月1日 - 壱岐郡郷ノ浦町、勝本町、芦辺町と合併し市制施行。壱岐市が発足し、石田町は自治体として消滅。

## 地域

### 地名
触・浦および島を行政区域とする。石田村時代は触・浦・島の各名称に大字（石田・池田・筒城）を冠称していたが、1970年の町制施行時に大字を廃止した。その際に一部の触が改称している。
なお、石田町では土地改良事業の換地処分などに伴い、芦辺町や郷ノ浦町との間で境界変更が行われた。
大字石田
- 印通寺浦（いんどうじ・いんどおじ）
- 西触 → 石田西触
- 東触 → 石田東触
- 本村触
- 南触
- 妻ヶ島[8]

大字池田
- 仲触 → 池田仲触
- 西触 → 池田西触
- 東触 → 池田東触

大字筒城
- 仲触 → 筒城仲触
- 西触 → 筒城西触
- 東触 → 筒城東触
- 山崎触

（大字なしの区域）
- 久喜触 - 1958年、郷ノ浦町より編入[6]。
- 湯岳射手吉触 - 1961年、芦辺町より編入[7]。
- 湯岳興触 - 1961年、芦辺町より一部を編入[7]。

## 教育
中学校
- 石田町立石田中学校

小学校
- 石田町立石田小学校
- 石田町立筒城小学校

## 交通

### 空港
- 壱岐空港

## 名所・旧跡・観光スポット・祭事・催事
- 原の辻遺跡
- 松永記念館
- 遺新羅使雪連宅満墳墓
- 万葉公園

## 石田町出身の著名人
- 松永安左エ門（実業家）- 「電力の鬼」と称された。印通寺浦に記念館がある。
- 真実一男（経済学者）